# Mesochorus sawoniewiczi
Mesochorus sawoniewiczi là một loài tò vò trong họ Ichneumonidae.